# *NSYNC

Logovariation

*NSYNC (oft auch ’N SYNC, NSYNC oder N’Sync geschrieben) ist eine US-amerikanische Boygroup.

## Bandgeschichte
Justin Timberlake und Joshua Scott Chasez (JC), die sich bereits aus der gemeinsamen Zeit als Moderatoren im Mickey Mouse Club des Disney Channels in Orlando kannten, gründeten zusammen mit Chris Kirkpatrick 1994 eine Band. Als Nächster stieß Joey Fatone dazu, den Kirkpatrick durch eine Produktion bei Disney kannte. Fünftes Mitglied war dann zunächst Jason Galasso, der jedoch bald ausstieg. Den nun fehlenden Bass fand man kurz darauf in Gestalt von Lance Bass. Inwieweit sich die Band selbst fand oder ob sie vielmehr zusammengestellt wurde, ist umstritten.
Den Namen der Band steuerte Timberlakes Mutter bei. NSYNC – englisch in sync für „synchron“, „im Einklang“ – steht nicht nur für die Einheit in Gesang und Tanz, sondern vereint auch die letzten Buchstaben der fünf Vor- beziehungsweise Spitznamen: Justin, Chris, Joey, Jason und JC. Als Jason durch Bass ersetzt wurde, gab ihm die Band den Spitznamen Lansten, um das N weiterhin erklären zu können. Der Stern im Namen soll durch eine Anregung von Uri Geller entstanden sein.
1995 nahm die Band eine Demo-CD auf, die sie an Plattenfirmen schickte. 1996 gelangte das Material zu dem Produzenten Johnny Wright, der in Zusammenarbeit mit Lou Pearlman schon den Backstreet Boys zu Ruhm verholfen hatte. Nach langen Gesprächen unterzeichneten *NSYNC den Vertrag. Die Band flog nach Stockholm, um dort mit den Produzenten Denniz PoP und Max Martin die erste Single I Want You Back aufzunehmen. Kurz vor ihrem europäischen Durchbruch waren *NSYNC im Herbst 1996 als Vorgruppe zusammen mit DJ BoBo auf Tour. Die Single I Want You Back hatte in Europa großen Erfolg.
Darauf folgte die Rückkehr in die USA, dort wurden sie aber wie Stiefbrüder der zunächst weitaus beliebteren Backstreet Boys behandelt. Die erste Singleauskopplung hatte daher nicht den gewünschten Erfolg. Erst als Disney ein Konzert der Band ausstrahlte, wurden *NSYNC auch in ihrer Heimat zu Chartbreakern.
Um den plötzlichen Erfolg voll auszunutzen, nahm die Band 1998 eine Weihnachts-CD auf. Im Jahr 1999 hatten sie einen musikalischen Auftritt in der Fernsehserie Sabrina – Total Verhext!.
Vor den Aufnahmen fürs dritte Studioalbum No Strings Attached entschlossen sich die Bandmitglieder, ihre Plattenfirma RCA und das Management um Lou Pearlman zu wechseln, da sie der Meinung waren, dass weder das Management noch die Plattenfirma in letzter Zeit irgendetwas für die Band getan hätten. Zudem ging es auch um die finanziellen Einnahmen und deren, laut *NSYNC, ungerechte Aufteilung zu Gunsten der Gegenparteien.
Die Situation eskalierte kurz vor dem neuen Jahrtausend, und es lief auf eine 150-Millionen-Dollar Klage gegen *NSYNC hinaus.
Diese waren inzwischen durch die Unterstützung ihres alten Produzenten Johnny Wright zum Label Jive Records und seinem Management Johnny Wright Entertainment gewechselt, wo die Band nun aber um ihren Namen bangen musste, da dieser Eigentum der Plattenfirma RCA war.
Durch eine andere Schreibweise des Bandnamens wurde dieses Problem gelöst. Danach brachte die Band im Jahr 2000 ihr drittes Album heraus, welches binnen kürzester Zeit neue Verkaufsrekorde aufstellte.
Nur zwei Jahre später folgte das vierte Studioalbum Celebrity, welches zwar einige Hitsingles enthielt, jedoch nicht an den Erfolg des Vorgängers anknüpfen konnte.
Nach dem Ärger wegen des Management-Wechsels, zwei erfolgreichen Tourneen und der Promotion des letzten Albums beschlossen *NSYNC, eine kreative Pause einzulegen.
Bass war mittlerweile Inhaber eines eigenen Labels und fördert Nachwuchsbands. Chasez arbeitete als Einzelinterpret und Gastmusiker und veröffentlichte 2004 ein Soloalbum, das kommerziell mittelmäßig erfolgreiche Schizophrenic. Timberlake feierte große weltweite Erfolge als Solokünstler und veröffentlichte seit 2002 bislang drei sich sehr gut verkaufende Studioalben: Justified, Future Sex/Love Sounds und The 20/20 Experience. Im Frühjahr 2002 beschloss die Band trotz weiterhin andauernden Erfolges ihre Auflösung. 
Bei den MTV Video Music Awards am 25. August 2013 standen *NSYNC mit einem Medley zusammen auf der Bühne, ohne dass sich weitere gemeinsame Projekte anschlossen. Nick Carter, Mitglied der Backstreet Boys, produzierte im Jahr 2015 den Trash-Movie Dead 7 – Sie sind schneller als der Tod. In dem Film sind diverse Bandmitglieder von *NSYNC und den Backstreet Boys zu sehen.
Am 30. April 2018 bekamen die Musiker einen Stern auf dem Hollywood Walk of Fame.
- *NSYNC

- NSYNC
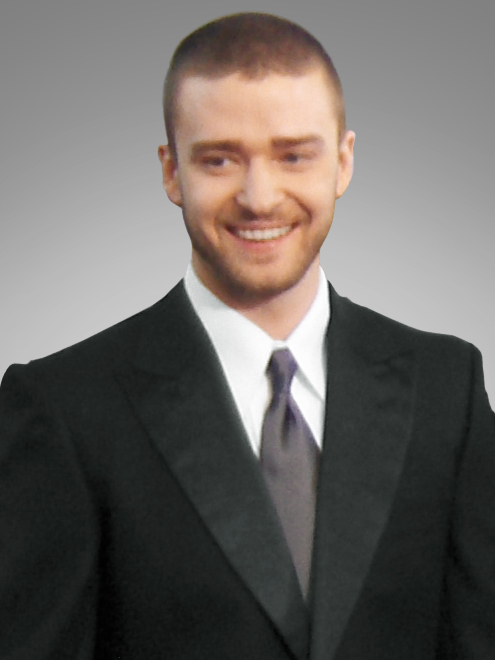
Justin Timberlake (2007)
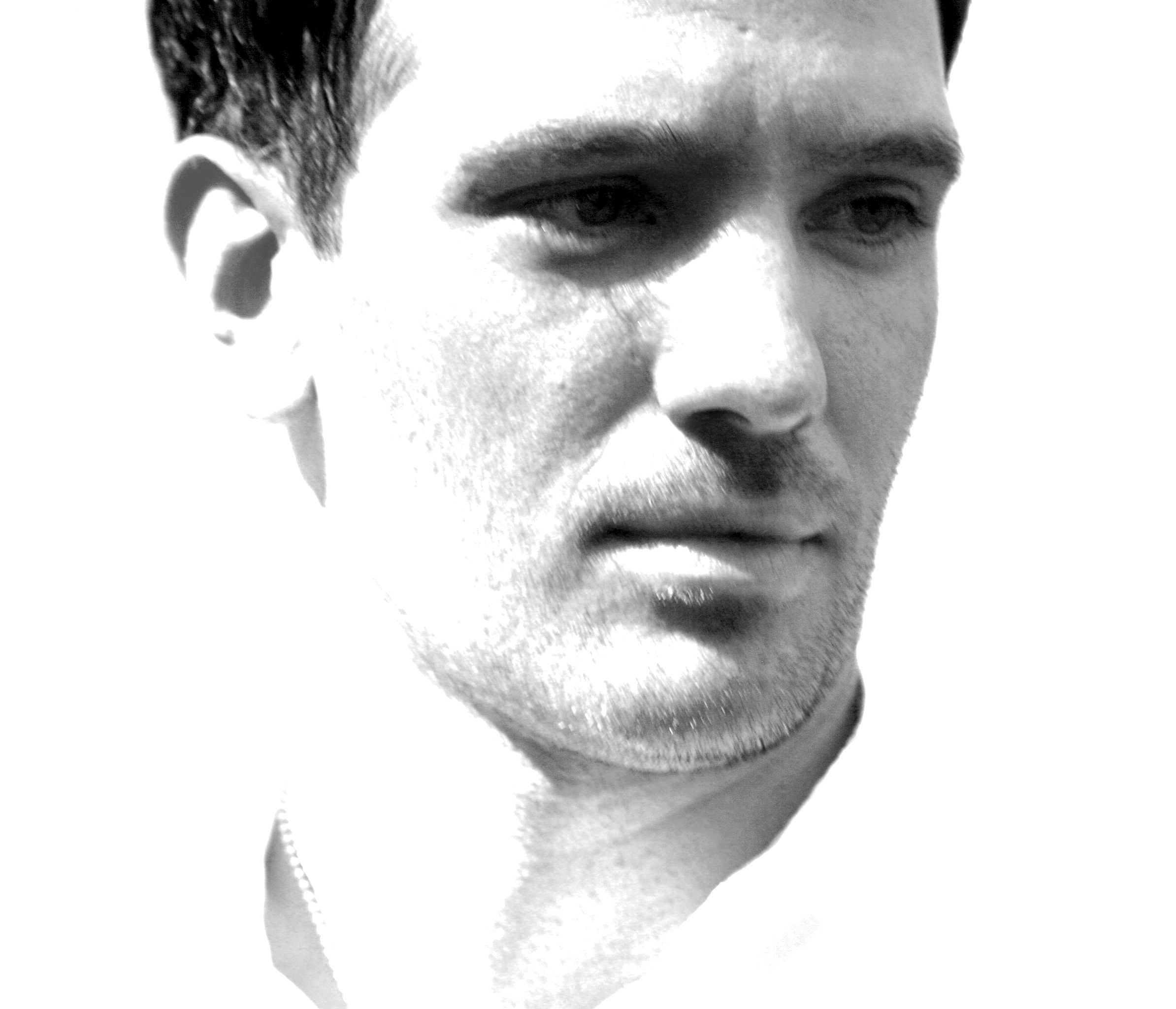
JC Chasez (2007)
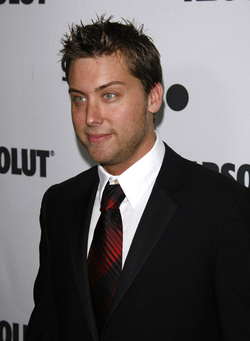
Lance Bass (2007)
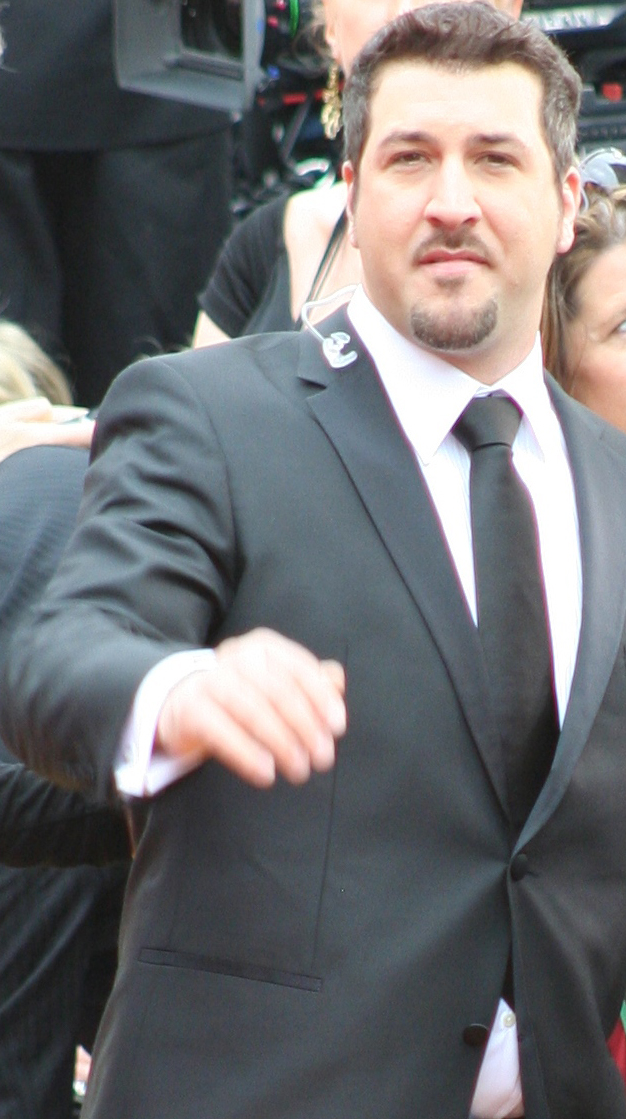
Joey Fatone (2009)
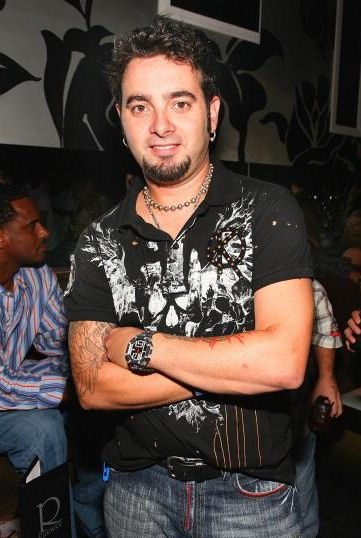
Chris Kirkpatrick (2007)

Am 12. September 2023 erschien die Band dann bei den MTV Video Music Awards 2023, um den Best Pop Award an Taylor Swift zu überreichen. Am 29. September 2023 veröffentlichten sie den neuen Song „Better Place“, welcher für den DreamWorks Animation Film „Trolls Band Together“ geschrieben wurde. Am 13. März 2024 gaben die Musiker ein Überraschungskonzert in Los Angeles und traten damit erstmals seit 2013 wieder gemeinsam auf.

## Trivia
Die Gruppe kam in Folge 14 der 12. Staffel der Zeichentrickserie Die Simpsons vor.
Sie spielten in Staffel 6 Folge 7 von Ein Hauch von Himmel eine Straßenband.
Die deutsche Metalcore-Band Electric Callboy coverte den Song Tearin’ Up My Heart unter den Namen Baby (T.U.M.H.).

## Diskografie
Studioalben

| Jahr | Titel Musiklabel                         | Höchstplatzierung, Gesamtwochen, AuszeichnungChartplatzierungen (Jahr, Titel, Musiklabel, Platzierungen, Wochen, Auszeichnungen, Anmerkungen) | Höchstplatzierung, Gesamtwochen, AuszeichnungChartplatzierungen (Jahr, Titel, Musiklabel, Platzierungen, Wochen, Auszeichnungen, Anmerkungen) | Höchstplatzierung, Gesamtwochen, AuszeichnungChartplatzierungen (Jahr, Titel, Musiklabel, Platzierungen, Wochen, Auszeichnungen, Anmerkungen) | Höchstplatzierung, Gesamtwochen, AuszeichnungChartplatzierungen (Jahr, Titel, Musiklabel, Platzierungen, Wochen, Auszeichnungen, Anmerkungen) | Höchstplatzierung, Gesamtwochen, AuszeichnungChartplatzierungen (Jahr, Titel, Musiklabel, Platzierungen, Wochen, Auszeichnungen, Anmerkungen) | Anmerkungen                                                |
| Jahr | Titel Musiklabel                         | DE | AT | CH | UK | US | Anmerkungen                                                |
| ---- | ---------------------------------------- | --- | --- | --- | --- | --- | ---------------------------------------------------------- |
| 1997 | *NSYNC Trans Continental (Zomba)         | DE1 Gold · (24 Wo.)DE | AT2 Gold · (14 Wo.)AT | CH5 Gold · (14 Wo.)CH | UK30 Silber · (3 Wo.)UK | US2 Diamant · (109 Wo.)US | Erstveröffentlichung: 26. Mai 1997 Verkäufe: + 10.860.000  |
| 2000 | No Strings Attached Jive Records (Zomba) | DE7 Gold · (31 Wo.)DE | AT16 (6 Wo.)AT | CH7 (14 Wo.)CH | UK14 Gold · (30 Wo.)UK | US1 ×2Diamant + Doppelplatin · (82 Wo.)US | Erstveröffentlichung: 21. März 2000 Verkäufe: + 16.200.000 |
| 2001 | Celebrity Jive Records (Zomba)           | DE5 (5 Wo.)DE | AT24 (4 Wo.)AT | CH14 (7 Wo.)CH | UK12 Gold · (9 Wo.)UK | US1 ×5Fünffachplatin · (43 Wo.)US | Erstveröffentlichung: 24. Juli 2001 Verkäufe: + 5.885.000  |

## Auszeichnungen
- American Music Award
  - 2001: in der Kategorie „‘Internet Fans’ Artist of the Year Award“[6]
- Blockbuster Entertainment Award
  - 2000: in der Kategorie „Favorite Song from a Movie“ (Music of My Heart)[7]
- MTV Video Music Awards[8]
  - 2000: in der Kategorie „Viewer’s Choice“ (Bye Bye Bye)
  - 2000: in der Kategorie „Best Pop Video“ (Bye Bye Bye)
  - 2001: in der Kategorie „Best Group Video“ (Pop)
  - 2001: in der Kategorie „Best Dance Video“ (Pop)
  - 2001: in der Kategorie „Best Pop Video“ (Pop)
  - 2001: in der Kategorie „Viewer’s Choice“ (Pop)
- People’s Choice Award
  - 2001: in der Kategorie „Favorite Musical Group or Band“[6]
  - 2002: Favorite Pop/Rock Band/Duo/Group[9]
- RSH-Gold
  - 1997[10]
  - 1998[11]
- Nickelodeon Kids’ Choice Awards
  - 1999: Favorite Group[12]
- Teen Choice Awards[6]
  - 1999: in der Kategorie „Album of the Year“ (*NSYNC)
  - 2000: in der Kategorie „Song of the Summer“ (Bye Bye Bye)
  - 2000: in der Kategorie „Choice Music Video“ (Bye Bye Bye)
  - 2000: in der Kategorie „Choice Single“ (Bye Bye Bye)
  - 2000: in der Kategorie „Choice Pop Group“
  - 2001: in der Kategorie „Choice Single“ (Pop)
  - 2001: in der Kategorie „Album of the Year“ (Celebrity)